# Kreiz Breizh Elites (mannen)
De Kreiz Breizh Elites is een wielerwedstrijd voor mannen die sinds 2000 jaarlijks wordt verreden in Kreiz Breizh, een streek in het midden van Bretagne, Frankrijk.
De wedstrijd werd tussen 2000 en 2006 onder de noemer Kreiz Breizh Espoirs (U23-categorie) verreden en vanaf 2007 als Kreiz Breizh Elites. In 2008 maakte de wedstrijd voor het eerst deel uit van de UCI Europe Tour, in de categorie 2.2.
Van 2000-2004 was het een driedaagse wedstrijd. Van 2005-2007 werden er vijf etappes verreden in vier dagen. Van 2008-2018 was het een driedaagse koers met vier etappes. Vanaf 2019 worden de vier etappes in evenveel dagen verreden.

### Meervoudige winnaars
| Overwinningen | Renner             | Jaren      |
| ------------- | ------------------ | ---------- |
| 2             | Nick van der Lijke | 2013, 2021 |

### Overwinningen per land
| Overwinningen | Land                                        |
| ------------- | ------------------------------------------- |
| 12            | Frankrijk                                   |
| 5             | Nederland                                   |
| 2             | Denemarken                                  |
| 1             | Estland, Ierland, Italië, Noorwegen, Zweden |